# Fake Prophet
Fake Prophet es una banda chilena de avant-garde metal fundada en la comuna de Pudahuel, Santiago en el año 2005. Después de un par rotaciones, su formación actual está compuesta por José Albornoz (voz y guitarra), Hallerjack (bajo), Álvaro Pesce (voz, saxofón alto, sintetizador y guitarra), Javier Tapia (guitarra) y Paulo Muñoz (batería).
Su música es catalogada como vanguardista dentro de los cánones del Rock y Metal contemporáneo, debido a la abstracción del formato canción común (A-B-A), tratamiento de timbres e inclusión de instrumentación ajena al formato banda Rock tradicional, superposición de tonalidades y disonancias, como aspectos trabajados en cada una de sus obras. Acompañados de líricas basadas en el legado de pensadores y autores tales como Krishnamurti, Osho, Carl Jung, Franz Kafka, Hermann Hesse, Hideaki Anno, entre otros.
A pesar de sus años en actividad, su primer álbum fue lanzado el año 2012, llamado Lejos Del Hombre, con el que obtuvieron el primer lugar del 6.º Festival de Bandas Emergentes Escudo, evento realizado dicho año en Chile, con una convocatoria aproximada de 700 bandas, organizado por Rockaxis y Cerveza Escudo.
El galardón permitió que la banda tuviera exposición ante los medios y el público, para continuar grabando al siguiente año su segunda placa de larga duración, llamada Tractat De Un Sannyas. Posteriormente, registrarían para fines del año 2013, su primer y único álbum en vivo, Fin Del Registro.
Para mediados del año 2014, después de un breve receso en sus actividades, la banda publica Sordos, su tercer álbum en estudio. Placa que entró en los ranking chilenos y latinoamericanos como uno de los mejores discos del año, compartiendo posiciones con Jack White, Beck, Anathema, entre otros.

## Historia

### Origen

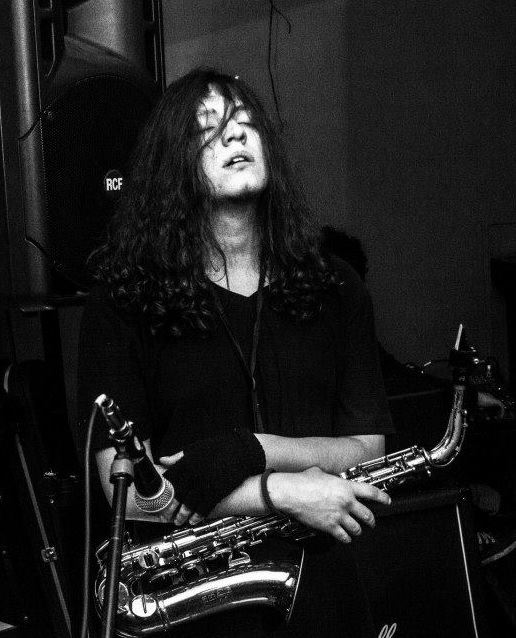
Álvaro Pesce durante una presentación de Fake Prophet en Salas Transmission- Santiago de Chile. (26 de septiembre de 2014)

En septiembre del 2005 Hallerjack y José Albornoz se reúnen con pretensiones formar una banda, la cual llevaría originalmente el nombre de Death’s Tears. Sin embargo, con el transcurrir de un año (2006), el proyecto, que aún no contaba con más integrantes que sus fundadores, pasaría a llamarse Fake Prophet.
Durante el mismo año,  compusieron un número de canciones que en conjunto formarían su primer disco Lágrimas De La Muerte. Posteriormente, a inicios del año 2007, se integraba Álvaro Pesce en la guitarra, y Fernando Macías en la batería, ambos compañeros de la misma escuela que Hallerjack y Albornoz, obteniendo un par de fechas en vivo y uno que otro galardón en festivales juveniles de bandas emergentes. No obstante, Pesce y Macías abandonarían la agrupación durante el 2008, dando paso a Javier Tapia y Paulo Muñoz a integrar las filas de la banda, en guitarra y batería respectivamente.
Después de un tiempo componiendo canciones para el álbum Lágrimas De La Muerte, la banda finalmente decide dejar de lado este proyecto, para abrir paso a una nueva etapa de composición.

### Lejos Del Hombre [2012]
La banda se disponía a componer nuevas canciones que conformarían su primer álbum en estudio. Durante dicho periodo, Sebastián Pinilla –amigo de Tapia- se integra al grupo como Ingeniero en Sonido, fundando a fines del 2011 el Estudio El Profeta. Lugar donde la banda registraría Lejos Del Hombre, su primera placa, lanzada el 27 de febrero de 2012.
El disco llegó a ser difundido en radios nacionales como Radio SONAR y Radio UNO. El mismo año, la banda postularía a la sexta convocatoria del Festival de Bandas Emergentes Escudo, evento en el que obtendrían el primer lugar.
Álvaro Pesce se reintegraría al conjunto, ahora como saxofonista. Su retorno bajo este rol otorgaría una nueva sonoridad a la banda, abriendo más posibilidades de experimentación musical.

### Tractat De Un Sannyas [2013]
El premio obtenido por la victoria alcanzada en el 6.º Festival de Bandas Emergentes Escudo, abriría las puertas para que Fake Prophet registrara su segundo álbum en los Estudios Rockaxis a cargo del ingeniero Eugenio Marín, a la par con Estudio El Profeta de mano de Sebastián Pinilla.
Con esta placa, la banda tornaba poco a poco su discurso a una veta más filosófica y reflexiva, tomando postulaciones hechas por Carl Jung, Osho y Hermann Hesse dentro de sus letras.
El disco fue lanzado el 27 de agosto de 2013, obteniendo buena crítica por parte de la prensa y el público.
A finales del mismo año (29 de diciembre) se lanzaría un bootleg en vivo, bautizado como Fin Del Registro. Dicho álbum marcaría presuntamente el fin de la banda, agotada por la fatiga de material y escasa atención de los medios nacionales. En él, se presentan canciones de sus dos álbumes anteriores interpretados en la Sala de Conciertos de Universidad UNIACC. El registro del evento lo realizó un fan, el cual les haría llegar posteriormente el video del show completo. Al verlo, los integrantes de la banda deciden tomar el audio y oficializar este registro como un disco en vivo.

### Sordos [2014]
A pesar del receso, Albornoz no detuvo su proceso creativo, resultando a fines de enero del año 2014, un conjunto de canciones que conformarían su tercer álbum, llamado Sordos. El disco fue grabado y mezclado en el ‘’Estudio El Profeta’’ durante los meses de febrero y marzo, para ser lanzado el 5 de mayo del mismo año.
Antes de su lanzamiento, la banda invitaría a un conocido amigo a escuchar el álbum recién finalizado. Éste, fascinado por la propuesta y sonido, propone hacerse cargo de la banda como mánager. Pasaría dentro de poco a ser bautizado como “Mr. X”, manager de Fake Prophet. Su identidad, hasta el día de hoy, no ha sido revelada por la banda.
Sordos tuvo buena acogida ante la crítica, posicionando a la banda en una etapa de consolidación e instauración de una música vanguardista fuera de los marcos del Rock y Metal tradicional. A lo sumo, obtuvieron la atención tanto del público chileno como extranjero.
A partir del segundo semestre del mismo año, la banda se embarca en un tour, llamado “Gira –SORDOS- 2014”. Durante dicho ciclo de shows, Sordos es ubicado dentro de los ranking nacionales y latinoamericanos como uno de los mejores discos del año, compartiendo podio con músicos de la talla de Jack White, Beck, Anathema, entre otros.

## Estilo, Concepto y Letras
El sonido de Fake Prophet transita en lo experimental con una base Rock. La inclusión de saxofón, clarinete, flauta traversa y sintetizador en gran parte de sus composiciones, triangula a la banda dentro de la calificación de vanguardista.
Hasta ahora, sus letras exponen reflexiones existencialistas y meditativas, basadas en las postulaciones de autores y pensadores como Carl Jung, Hermann Hesse, Hideaki Anno, Franz Kafka, Osho y Krishnamurti y Nietzsche.

## Miembros

### Formación actual
- José Albornoz – voz, guitarra (2005–presente)
- Hallerjack – bajo (2005-presente)
- Álvaro Pesce – voz, saxofón alto, sintetizador, guitarra (2007–2008) (2012–presente)
- Javier Tapia – guitarra (2008–presente)
- Paulo Muñoz – batería (2008 – presente)

### Miembros pasados
- Fernando Macías – batería (2007 – 2008)

### Otros participantes
- Sebastián Faila – clarinete en Esperpento, Eres Una Copia Exacta De Mí y Londres 38 – álbum Sordos
- Sebastián Pinilla – flauta traversa en Tractat De Un Sannyas – álbum Tractat De Un Sannyas | Esperpento – álbum Sordos
- Claudio Morales – batería en Nihilista – álbum Sordos
- Francisco Vásquez – voz en Creas Mí Necesidad – álbum Sordos
- Patricio Ortiz – voz en Palabras Cortadas – álbum Lejos Del Hombre

## Discografía
- 2012: Lejos del hombre
- 2013: Tractat de un sannyas
- 2013: Fin del registro (Álbum en vivo)
- 2014: Sordos